# Свечкарёв, Игорь Вадимович
Свечкарёв Игорь Вадимович (16 декабря 1935, Харьков — 9 октября 2018, Харьков) — советский, украинский физик-экспериментатор, доктор физико-математических наук, профессор, лауреат Государственной премии УССР в области науки и техники.

## Биография
Игорь Вадимович Свечкарёв родился 16 декабря 1935 года в Харькове. В 1960 году окончил Харьковский государственный университет и был принят на работу в Физико-технический институт низких температур, в котором проработал всю жизнь. Являлся одним из ближайших помощников основателя института Б. И. Веркина, внес существенный вклад в становление и развитие ФТИНТ. В 1964 году защитил кандидатскую, а в 1973 году — докторскую диссертацию. На протяжении 42 лет (до 2010) возглавлял отдел магнитных свойств и спектроскопии металлов. С 2010 по 2015 занимал должность главного научного сотрудника.

## Научная деятельность
В пионерских работах И. В. Свечкарёва и его учеников по изучению магнетизма простых металлов и сплавов впервые наблюдались особенности магнитной восприимчивости, обусловленные проявлением близости уровня Ферми к особым точкам электронного спектра. Эти работы легли в основу нового направления физики твердого тела — спектроскопии проводящих систем с использованием магнитных методов. Одним из основных направлений исследований И. В. Свечкарёва было изучение магнетизма сильно коррелированных систем и его связь с особенностями электронной структуры в соединениях переходных, редкоземельных элементов и актинидов. Исследования магнитной восприимчивости этих систем при высоких давлениях позволили выделить и количественно описать основные механизмы перестройки электронных спектров и поведения обменно-корреляционных эффектов в переходных металлах при изменении межатомного расстояния, а также зависимость от давления параметров обменного взаимодействия и валентного состояния в широком классе редкоземельных соединений. Большое внимание И. В. Свечкарёв уделял исследованию магнитных характеристик и электронных спектров новых сверхпроводников, включая высокотемпературные сверхпроводники. И. В. Свечкарёв является автором и соавтором более 200 научных статей. Его работы широко цитируются в мировой литературе, а полученные им результаты вошли во многие отечественные и зарубежные монографии и справочники. И. В. Свечкарёв много раз участвовал в работе оргкомитетов международных конференций и выступал с обзорными докладами. Для его деятельности было характерно активное сотрудничество с ведущими учеными Германии, Канады, Нидерландов, Польши, России, Словакии, США, Чехии, Швейцарии, Швеции, Японии. Много лет И. В. Свечкарёв был заместителем главного редактора журнала «Физика низких температур».

## Избранные публикации
1. Svechkarev I.V., Panfilov A.S. Effect of pressure on the magnetic susceptibility of manganese and scandium, 1965, JETP Letters, Vol. 2(11), pp. 313–314
2. Panfilov A.S., Svechkarev I.V. Method of measuring susceptibility of weak-magnetic materials under pressure. 1967, Instruments and Experimental Techniques, pp. 179–180
3. Svechkarev I., Kuzimicheva L. Electron Phase Transition Display in the Susceptibility of Cadmium Alloys. 1970, physica status solidi (b) Vol. 37(2), pp. K113-K115
4. Svechkarev I., Panfilov A. Effects of Pressure on the Electronic Structure of Transition d‐Metals. 1974, physica status solidi (b) Vol. 63(1), pp. 11–50
5. Grechnev G.E., Svechkarev I.V., Sereda Y.P. Anomalous temperature dependence of the magnetic susceptibility of beryllium. 1978, Journal of Experimental and Theoretical Physics Vol. 48(3), pp. 502–505
6. Svechkarev I., Fawcett E., Holroyd F. Uniaxial stress-dependence of the Fermi surface of antiferromagnetic FeGe2. 1980, Solid State Communications Vol. 35(3), pp. 297–299
7. Khotkevich V.V., Pluzhnikov V.B., Svechkarev I.V., Grechnev G.E., Anderson D.R., Pikett U. Electron energy spectrum and De Haas-Van Alphen effect in Cd3Mg ordered compound. 1984, Fizika Nizkikh Temperatur Vol. 10(4), pp. 431–434
8. Klimker H., Perz J., Svechkarev I., Dolgopolov D. Low temperature magnetostriction in FeSi. 1986, Journal of Magnetism and Magnetic Materials Vol. 62(2-3), pp. 339–345
9. Panfilov A.S., Pushkar Y.Y., Svechkarev I.V. Effect of pressure on exchange-enhanced zone paramagnetism of palladium alloys. 1989, ZHURNAL EKSPERIMENTALNOI I TEORETICHESKOI FIZIKI Vol. 95(2), pp. 751–759
10. Panfilov A.S., Svechkarev I.V. The magnetovolume effect in strong itinerant paramagnets. 1993, International Journal of Modern Physics B Vol. 07(01n03), pp. 699–702
11. Grechnev G., Jarlborg T., Panfilov A., Peter M., Svechkarev I. The effect of pressure on the electronic structure and magnetic susceptibility of ε-FeSi. 1994, Solid State Communications Vol. 91(10), pp. 835–838
12. Pluzhnikov V., Czopnik A., Svechkarev I. de Haas-van Alphen effect in ScGa3, LuGa3 and YIn3. 1995, Physica B: Physics of Condensed Matter Vol. 212(4), pp. 375–378
13. Grechnev G., Panfilov A., Svechkarev I., Czopnik A., Suski W., Hackemer A. The effect of pressure on the magnetic susceptibility of CeIn3-xSnx alloys. 1997, Journal of Physics Condensed Matter Vol. 9(32), pp. 6921–6930
14. Svechkarev I., Panfilov A., Dolja S., Nakamura H., Shiga M. The effect of pressure on the magnetic susceptibility of RInCu4 (R = Gd, Er and Yb). 1999, Journal of Magnetism and Magnetic Materials Vol. 196, pp. 893–894
15. Svechkarev I., Panfilov A., Dolya S., Nakamura H., Shiga M., Schlottmann P. Magnetovolume effect in YbAgCu4. 2001, Physical Review B — Condensed Matter and Materials Physics Vol. 64(21), pp. 2144141–2144146
16. Baranovskiy A., Grechnev G., Svechkarev I., Eriksson O. Electronic structure and magnetic properties of GdM2 compounds. 2003, Journal of Magnetism and Magnetic Materials Vol. 258—259, pp. 520–522
17. Grechnev G., Logosha A., Svechkarev I., Kuchin A., Kulikov Y., Korzhavyi P., Eriksson O. Electronic structure and magnetic properties of RNi5-xCu x alloys (R=Y, La, Ce). 2006, Low Temperature Physics Vol. 32(12), pp. 1140–1146
18. Baranovskiy A., Grechnev G., Panfilov A., Svechkarev I., ZogaŁ O., Czopnik A., Hackemer A. Anomalous diamagnetism of YbPb3 compound: Pressure effects. 2008, Acta Physica Polonica A Vol. 113(1), pp. 243–246
19. Fedorchenko A., Grechnev G., Panfilov A., Logosha A., Svechkarev I., Filippov V., Lyashchenko A., Evdokimova A. Anisotropy of the magnetic properties and the electronic structure of transition-metal diborides. 2009, Low Temperature Physics Vol. 35(11), pp. 862–868
20. Grechnev G., Lyogenkaya A., Pluzhnikov V., Svechkarev I., Fedorchenko A., Perz J. De Haas-van Alphen effect in the band antiferromagnet FeGe2: Development of spin splitting. 2014, Low Temperature Physics Vol. 40(4), pp. 384–387

## Награды
Работы И. В. Свечкарёва по спектроскопии металлических систем были отмечены Государственной премией УССР в области науки и техники (1980).